# Wendy Williams
Wendy Joan Williams Hunter (Asbury Park, Nueva Jersey; 18 de julio de 1964) es una personalidad de los medios, actriz y escritora estadounidense. Es más conocida por su programa de televisión, The Wendy Williams Show.

## Biografía

### Carrera radial
Williams comenzó su carrera trabajando para la emisora radial WVIS en las Islas Vírgenes de los Estados Unidos. En 1989, Williams comenzó a trabajar en la cadena como disc jockey sustituta en la cadena de la ciudad de Nueva York WRKS, emisora de tipo contemporánea urbana, ahora llamada WEPN-FM. WRKS la contrató a tiempo completo para un programa en la mañana. Un año más tarde, Williams se movió al turno tarde, ganando eventualmente un premio Billboard a «mejor personalidad de radio al aire», en 1993. En diciembre de 1994, Emmis Broadcasting compró WRKS y cambió Williams a otra propiedad en Nueva York,  la emisora WQHT («Hot 97»), con WRKS siendo reformateada. Williams fue despedida de Hot 97 en 1998.
Williams fue contratada luego por una estación urbana de Filadelfia, WUSL («Power 99FM»). Su marido, Kevin Hunter, se convirtió en su agente. En esta emisora fue muy abierta sobre su vida personal al aire, discutiendo sus abortos involuntarios, la cirugía de realce del pecho, y su pasado de adicción a las drogas, y con esto ayudó a la estación a pasar del decimocuarto lugar en la lista de escuchas a la segunda posición.
En 2001, Williams regresó a las ondas de Nueva York cuando WBLS la contrató a tiempo completo para una franquicia de 2 a 6 p. m. Un amigo de Williams, también trabajador de la radio, MC Spice, de la ciudad de Boston, ofreció sus servicios para la voz en off del programa, a menudo añadiendo versos breves de rap adaptados específicamente para el programa de Williams. El New York Times afirmó que su «espectáculo funciona mejor cuando sus elementos -confesional y a la vez filoso- se confunden», y citó una entrevista de 2003 con Whitney Houston como un ejemplo de ello. Durante la entrevista, altamente publicitada, y la cual «se fue de los carriles», incluyó «un montón de lenguaje censurado», con Williams «preguntándole a  Houston, insistentemente, sobre sus hábitos con las drogas y de gastar demasiado dinero».
En 2008, su programa comenzó a ser retransmitido en Redondo Beach, California; Shreveport, Luisiana; Wilmington, Delaware; Toledo, Ohio; Columbia, Carolina del Sur; Emporia, Virginia; Lake Charles, Luisiana; Tyler, Texas; y Alexandria, Luisiana, entre otros mercados.
Williams dejó su programa de radio en 2009 para centrarse en su nuevo programa de televisión y para poder pasar más tiempo con su familia. Poco después, fue admitida en el Salón de la Fama de la Radio Nacional.

### Programa televisivo
Wendy Williams es más conocida por su programa de televisión "The Wendy Williams Show", un talk show matinal enfocado principalmente al público femenino. Su programa es sindicalizado (que no pertenece a una cadena en especial), aunque se transmite principalmente por las estaciones locales de CW y FOX. Se centra mayormente en entrevistas, como casi todos los talk shows, pero también se tocan temas con panelistas, profesionales y el mismo público. El 17 de junio de 2022, tras 14 años al aire, el programa fue cancelado. El 23 de febrero de 2024, Williams fue diagnosticada con afasia y demencia frontotemporal, la misma la cual afecta al actor Bruce Willis.

### Otras apariciones en televisión
Williams apareció en la adaptación cinematográfica del libro de Steve Harvey, Act Like a Lady, Think Like a Man, titulada Think Like a Man (2012), y en su secuela, Think Like a Man Too (2014).
En 2012, se anunció que Williams comenzaría una "alianza de producción" con los productores Suzanne de Passe y Madison Jones para crear películas y programas de televisión dirigidos a audiencias multiculturales. Estos proyectos aparecerán bajo el título "Wendy Williams presenta" y su primer proyecto será una adaptación para VH1 de una novela de Star Jones.

## Filmografía
Cine
- 2004 The Cookout como Reportera #2
- 2011 The Cookout 2 como Ella misma
- 2012 Think Like a Man como Gail
- 2014 Think Like a Man Too como Gail
- 2016 Mike and Dave Need Wedding Dates

Televisión
- 1992 Martin como  Ella misma (un episodio: Radio Days)
- 1995 New York Undercover como DJ de la radio WQHT (un episodio: You Get No Respect)
- 2011 One Life to Live como Phyllis Rose (cuatro episodios)
- 2011 Drop Dead Diva as Jueza Mary Rudd (un episodio: Hit and Run)
- 2012 30 Rock como Ella misma (un episodio: My Whole Life is Thunder)
- 2013 Law & Order: Special Victims Unit como Ella misma (un episodio: Funny Valentine)
- 2013 Belle's (un episodio: Runaway Bride)
- 2013 The Neighbors como Shirley (un episodio: The One with Interspecies F-R-I-E-N-D-S)
- 2014 Santa Con como Pastora Ruth (película para televisión)
- 2016 Ice Age: The Great Egg-Scapade como Mamá cóndor (papel de voz; especial de televisión)